# Konstantinos Tsilimparis
Konstantinos Tsilimparis (griechisch Κωνσταντίνος Τσιλιμπάρης Konstandinos Tsilimbaris, * 31. Juli 1979 in Kerkyra) ist ein griechischer Handballtorwart.

## Vereinskarriere
Tsilimparis begann 1985 nach einer Schulsichtung mit dem Handball. Mit 18 Jahren wurde er Profi-Handballspieler, er begann seine Karriere 1997 beim ASE Douka und spielte danach bei Athinaikos Athen. Zur Saison 2006/2007 wechselte er zum spanischen Verein Algeciras BM. In der Saison 2008/2009 spielte er beim Stralsunder HV in der Handball-Bundesliga. Zur Saison 2009/2010 wechselte er zum italienischen Verein AS Conversano; mit diesem Verein wurde er 2012 Meister der italienischen Handball-Eliteliga. Im April 2013 gewann er mit einem Team der European University Cyprus (EUC) den Zyprischen Handballpokal. Anschließend unterschrieb er einen Vertrag bei AEK Athen. Beim Pokalgewinn mit AEK 2014 wurde er zum Most Valuable Player gewählt.

## Nationalmannschaft
Tsilimparis absolvierte mindestens 130 Länderspiele für die griechische Handballnationalmannschaft; er stand bei Olympia 2004 und bei der Handball-Weltmeisterschaft 2005 im Aufgebot. Er stand auch im Aufgebot der Nationalmannschaft für die Qualifikationsspiele zur Europameisterschaft 2010. Auch in der Qualifikation zur Handball-Europameisterschaft 2014 stand er im griechischen Aufgebot.